# 高砂駅 (兵庫県)
高砂駅（たかさごえき）は、兵庫県高砂市高砂町浜田町二丁目にある、山陽電気鉄道本線の駅である。駅番号はSY 31。全列車が停車する。

## 歴史
- 1923年（大正12年）8月19日：神戸姫路電気鉄道開業と同時に高砂町駅として設置[1][2]。
- 1924年（大正14年）1月16日：電鉄高砂駅に改称[3]。
- 1927年（昭和2年）4月1日：神戸姫路電気鉄道が宇治川電気により合併され、同社の駅となる。
- 1933年（昭和8年）6月6日：宇治川電気の鉄道部門が分離され、山陽電気鉄道の駅となる。
- 1948年（昭和23年）3月1日：戦後改めて設定された急行の停車駅となる（急行は1984年設定消滅）。
- 1952年（昭和27年）12月19日：特急停車駅となる。
- 1958年（昭和33年）
  - 10月1日：西方に約100 m移設、連絡地下道[1][2]。
  - 10月24日：下り副本線使用開始[1][2]。
- 1967年（昭和42年）11月14日：上り副本線使用開始[1][2]。
- 1991年（平成3年）4月7日：高砂駅に改称[1][2]。
- 2013年（平成25年）
  - 2月12日：荒井駅姫路方の神鋼前踏切において阪神梅田ゆき直通特急がトラックと接触する事故が発生した。これにより、当駅 - 大塩駅間が運休となる。
  - 2月14日：始発より通常運行に戻る。
- 2019年（令和元年）9月7日：接近メロディとしてルイ・プリマ作曲「シング・シング・シング」を導入[4]。

## 駅構造
待避設備を備えた島式ホーム2面4線の地上駅である。下り線南側神戸寄りにある駅舎とはホーム東端の連絡地下道でつながっている。連絡地下道内には高砂高等学校美術部の生徒の手による壁画が描かれている。改札横には駅売店フレンズショップがあったが、閉店した。
駅の北側に神姫バスが乗り入れるロータリーがあるが、改札口は南側にしかなく、列車に乗るには地下道を通って南側に出なければならない。

2011年春にバリアフリー化工事が完了し、駅舎と各ホームを結ぶエレベーター専用跨線橋、多機能トイレが設置された。

また、バリアフリー工事に関連して改札口とホームに東二見駅に設置されているものと同型のLCD型発車案内装置が設置された。

### のりば
| 1・2 | 本線 | 下り | 飾磨・姫路方面       |
| 3・4 | 本線 | 上り | 明石・神戸・梅田方面 |

付記事項
- 内側2線（2番線と3番線）が主本線、外側2線（1番線と4番線）が待避線である。1番線・2番線からも明石方面への発車が可能であるが、営業列車としては朝の当駅発S特急のみである。早朝に1番線に到着し、駅の東で入れ替えし、4番線から発車する当駅始発の列車が設定されている。外側2線より発車する営業列車は基本的に朝晩のみであるが、日中時間帯にも時折、回送列車を待避する普通列車がある。
- 東側すぐに加古川が流れているため、強風の場合、当駅 - 東二見駅間で運休となる。
- 夕方下り普通車のうち1列車は後続の回送列車を待避するため、1番線から発車する。

緩急接続
- 特急車と普通車の接続はほとんどなく、当駅で特急車から普通車に乗り換えても、結局は大塩駅や東二見駅での後発車である普通車に乗車するようになる。
- 朝ラッシュ時の上り列車で直通特急とS特急（東二見駅まで各駅停車）との緩急接続がある。

その他
- 当駅に夜間留置される車両が設定されている（※1番線に留置。下り最終の当駅止まりの普通車が該当）。

### 連続立体交差事業

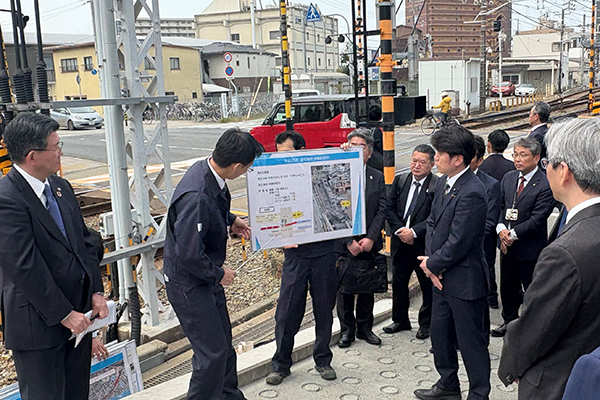
高砂踏切を視察する国土交通大臣の中野洋昌。2025年4月撮影。

「山陽電鉄本線高砂駅～荒井駅付近連続立体交差事業」として、当駅周辺を高架化する構想がある。2022年度（令和4年度）に国土交通省から新規着工準備採択を受け、事業化を目指している状態である。この区間は踏切等について改良の必要性が指摘されていたことや、当駅南側の駅前地域のまちづくり計画が並行して進められている。

## 利用状況
1日乗降者数 7,963人（2008年11月11日調査）
以下に各年の乗車人員を示す。

### 昭和・平成
| 昭和・平成 | 昭和・平成   | 昭和・平成   | 昭和・平成   | 昭和・平成      | 昭和・平成      | 昭和・平成      | 昭和・平成      | 昭和・平成 | 昭和・平成 | 昭和・平成 | 昭和・平成 | 昭和・平成 | 昭和・平成 |
| 年度       | 乗車人員総数 | 乗車人員総数 | 乗車人員総数 | 内 定期利用者数 | 内 定期利用者数 | 内 定期利用者数 | 内 定期利用者数 | 出典       | 出典       | 出典       | 出典       | 出典       | 出典       |
| 年度       | 人/日        | 増減         | 順位         | 人/日           | 増減            | 利用率          | 順位            | 神         | 明         | 播         | 加         | 高         | 姫         |
| ---------- | ------------ | ------------ | ------------ | --------------- | --------------- | --------------- | --------------- | ---------- | ---------- | ---------- | ---------- | ---------- | ---------- |
| 1978(S53)  | 6,304        |              | 9/48         |                 |                 |                 |                 | [ 神 1 ]   | [ 明 1 ]   | [ 播 1 ]   | [ 加 1 ]   | [ 高 1 ]   | [ 姫 1 ]   |
| 1979(S54)  | 6,008        | -4.69%       | 9/48         |                 |                 |                 |                 | [ 神 1 ]   | [ 明 2 ]   | [ 播 1 ]   | [ 加 1 ]   | [ 高 1 ]   | [ 姫 2 ]   |
| 1980(S55)  | 6,164        | 2.60%        | 9/48         |                 |                 |                 |                 | [ 神 1 ]   | [ 明 3 ]   | [ 播 1 ]   | [ 加 1 ]   | [ 高 1 ]   | [ 姫 2 ]   |
| 1981(S56)  | 6,342        | 2.89%        | 8/48         |                 |                 |                 |                 | [ 神 1 ]   | [ 明 4 ]   | [ 播 2 ]   | [ 加 2 ]   | [ 高 1 ]   | [ 姫 2 ]   |
| 1982(S57)  | 6,447        | 1.64%        | 9/48         |                 |                 |                 |                 | [ 神 2 ]   | [ 明 5 ]   | [ 播 2 ]   | [ 加 2 ]   | [ 高 2 ]   | [ 姫 2 ]   |
| 1983(S58)  | 6,597        | 2.34%        | 8/48         |                 |                 |                 |                 | [ 神 2 ]   | [ 明 5 ]   | [ 播 2 ]   | [ 加 2 ]   | [ 高 3 ]   | [ 姫 2 ]   |
| 1984(S59)  | 6,655        | 0.87%        | 8/48         |                 |                 |                 |                 | [ 神 2 ]   | [ 明 5 ]   | [ 播 2 ]   | [ 加 2 ]   | [ 高 3 ]   | [ 姫 3 ]   |
| 1985(S60)  | 6,342        | -4.69%       | 8/48         |                 |                 |                 |                 | [ 神 2 ]   | [ 明 5 ]   | [ 播 2 ]   | [ 加 2 ]   | [ 高 3 ]   | [ 姫 3 ]   |
| 1986(S61)  | 6,279        | -0.99%       | 7/48         |                 |                 |                 |                 | [ 神 2 ]   | [ 明 5 ]   | [ 播 2 ]   | [ 加 3 ]   | [ 高 3 ]   | [ 姫 3 ]   |
| 1987(S62)  | 6,241        | -0.61%       | 8/48         |                 |                 |                 |                 | [ 神 3 ]   | [ 明 6 ]   | [ 播 2 ]   | [ 加 3 ]   | [ 高 3 ]   | [ 姫 3 ]   |
| 1988(S63)  | 6,145        | -1.54%       | 8/48         |                 |                 |                 |                 | [ 神 3 ]   | [ 明 6 ]   | [ 播 2 ]   | [ 加 3 ]   | [ 高 3 ]   | [ 姫 4 ]   |
| 1989(H01)  | 6,068        | -1.25%       |              |                 |                 |                 |                 | [ 神 3 ]   | [ 明 6 ]   | [ 播 2 ]   | [ 加 3 ]   | [ 高 4 ]   | [ 姫 4 ]   |
| 1990(H02)  | 6,093        | 0.41%        | 7/48         |                 |                 |                 |                 | [ 神 3 ]   | [ 明 6 ]   | [ 播 3 ]   | [ 加 3 ]   | [ 高 4 ]   | [ 姫 4 ]   |
| 1991(H03)  | 6,134        | 0.67%        |              |                 |                 |                 |                 | [ 神 3 ]   | [ 明 7 ]   | [ 播 3 ]   | [ 加 4 ]   | [ 高 4 ]   | [ 姫 4 ]   |
| 1992(H04)  | 6,085        | -0.80%       | 7/48         |                 |                 |                 |                 | [ 神 4 ]   | [ 明 7 ]   | [ 播 4 ]   | [ 加 4 ]   | [ 高 4 ]   | [ 姫 4 ]   |
| 1993(H05)  | 5,970        | -1.89%       | 8/48         |                 |                 |                 |                 | [ 神 4 ]   | [ 明 7 ]   | [ 播 4 ]   | [ 加 4 ]   | [ 高 5 ]   | [ 姫 5 ]   |
| 1994(H06)  | 5,614        | -5.97%       | 7/48         |                 |                 |                 |                 | [ 神 4 ]   | [ 明 7 ]   | [ 播 4 ]   | [ 加 4 ]   | [ 高 5 ]   | [ 姫 5 ]   |
| 1995(H07)  | 5,556        | -1.02%       | 7/48         |                 |                 |                 |                 | [ 神 4 ]   | [ 明 7 ]   | [ 播 4 ]   | [ 加 5 ]   | [ 高 5 ]   | [ 姫 5 ]   |
| 1996(H08)  | 5,419        | -2.47%       | 7/48         |                 |                 |                 |                 | [ 神 4 ]   | [ 明 8 ]   | [ 播 4 ]   | [ 加 5 ]   | [ 高 5 ]   | [ 姫 5 ]   |
| 1997(H09)  | 5,266        | -2.83%       | 7/48         |                 |                 |                 |                 | [ 神 5 ]   | [ 明 8 ]   | [ 播 4 ]   | [ 加 5 ]   | [ 高 6 ]   | [ 姫 5 ]   |
| 1998(H10)  | 5,049        | -4.11%       | 7/48         |                 |                 |                 |                 | [ 神 5 ]   | [ 明 8 ]   | [ 播 4 ]   | [ 加 5 ]   | [ 高 6 ]   | [ 姫 6 ]   |
| 1999(H11)  | 4,658        | -7.76%       | 7/48         |                 |                 |                 |                 | [ 神 5 ]   | [ 明 8 ]   | [ 播 4 ]   | [ 加 5 ]   | [ 高 6 ]   | [ 姫 6 ]   |
| 2000(H12)  | 4,449        | -4.47%       | 7/48         |                 |                 |                 |                 | [ 神 5 ]   | [ 明 8 ]   | [ 播 4 ]   | [ 加 6 ]   | [ 高 6 ]   | [ 姫 6 ]   |
| 2001(H13)  | 4,266        | -4.13%       | 7/48         |                 |                 |                 |                 | [ 神 5 ]   | [ 明 9 ]   | [ 播 5 ]   | [ 加 6 ]   | [ 高 6 ]   | [ 姫 6 ]   |
| 2002(H14)  | 4,063        | -4.75%       | 7/48         |                 |                 |                 |                 | [ 神 6 ]   | [ 明 9 ]   | [ 播 5 ]   | [ 加 6 ]   | [ 高 6 ]   | [ 姫 6 ]   |
| 2003(H15)  | 3,855        | -5.12%       | 8/48         |                 |                 |                 |                 | [ 神 6 ]   | [ 明 9 ]   | [ 播 5 ]   | [ 加 6 ]   | [ 高 6 ]   | [ 姫 7 ]   |
| 2004(H16)  | 3,822        | -0.85%       | 8/49         |                 |                 |                 |                 | [ 神 6 ]   | [ 明 9 ]   | [ 播 5 ]   | [ 加 6 ]   | [ 高 7 ]   | [ 姫 7 ]   |
| 2005(H17)  | 3,833        | 0.29%        | 8/49         |                 |                 |                 |                 | [ 神 6 ]   | [ 明 9 ]   | [ 播 5 ]   | [ 加 7 ]   | [ 高 7 ]   | [ 姫 7 ]   |
| 2006(H18)  | 3,836        | 0.07%        | 9/49         |                 |                 |                 |                 | [ 神 6 ]   | [ 明 10 ]  | [ 播 5 ]   | [ 加 7 ]   | [ 高 7 ]   | [ 姫 7 ]   |
| 2007(H19)  | 3,855        | 0.50%        | 9/49         |                 |                 |                 |                 | [ 神 7 ]   | [ 明 10 ]  | [ 播 6 ]   | [ 加 7 ]   | [ 高 7 ]   | [ 姫 7 ]   |
| 2008(H20)  | 3,852        | -0.07%       | 9/49         |                 |                 |                 |                 | [ 神 7 ]   | [ 明 10 ]  | [ 播 6 ]   | [ 加 7 ]   | [ 高 7 ]   | [ 姫 8 ]   |
| 2009(H21)  | 3,658        | -5.05%       | 9/49         |                 |                 |                 |                 | [ 神 7 ]   | [ 明 10 ]  | [ 播 6 ]   | [ 加 7 ]   | [ 高 7 ]   | [ 姫 8 ]   |
| 2010(H22)  | 3,573        | -2.32%       | 9/49         |                 |                 |                 |                 | [ 神 7 ]   | [ 明 10 ]  | [ 播 6 ]   | [ 加 8 ]   | [ 高 7 ]   | [ 姫 8 ]   |
| 2011(H23)  | 3,493        | -2.22%       | 9/49         |                 |                 |                 |                 | [ 神 7 ]   | [ 明 11 ]  | [ 播 6 ]   | [ 加 8 ]   | [ 高 8 ]   | [ 姫 8 ]   |
| 2012(H24)  | 3,460        | -0.94%       | 9/49         |                 |                 |                 |                 | [ 神 8 ]   | [ 明 11 ]  | [ 播 6 ]   | [ 加 8 ]   | [ 高 8 ]   | [ 姫 8 ]   |
| 2013(H25)  | 3,521        | 1.74%        | 9/49         |                 |                 |                 |                 | [ 神 8 ]   | [ 明 11 ]  | [ 播 7 ]   | [ 加 8 ]   | [ 高 8 ]   | [ 姫 9 ]   |
| 2014(H26)  | 3,430        | -2.57%       | 9/49         |                 |                 |                 |                 | [ 神 8 ]   | [ 明 11 ]  | [ 播 7 ]   | [ 加 9 ]   | [ 高 8 ]   | [ 姫 9 ]   |
| 2015(H27)  | 3,447        | 0.48%        | 9/49         |                 |                 |                 |                 | [ 神 8 ]   | [ 明 11 ]  | [ 播 7 ]   | [ 加 9 ]   | [ 高 8 ]   | [ 姫 9 ]   |
| 2016(H28)  | 3,337        | -3.18%       | 9/49         |                 |                 |                 |                 | [ 神 8 ]   | [ 明 12 ]  | [ 播 7 ]   | [ 加 9 ]   | [ 高 8 ]   | [ 姫 9 ]   |
| 2017(H29)  | 3,249        | -2.63%       | 9/49         | 1,951           |                 | 60.03%          | 10/49           | [ 神 9 ]   | [ 明 12 ]  | [ 播 7 ]   | [ 加 9 ]   | [ 高 8 ]   | [ 姫 9 ]   |
| 2018(H30)  | 3,241        | -0.25%       | 9/49         | 1,962           | 0.56%           | 60.52%          | 10/49           | [ 神 9 ]   | [ 明 12 ]  | [ 播 8 ]   | [ 加 9 ]   | [ 高 9 ]   | [ 姫 10 ]  |

### 令和以降
| 令和以降  | 令和以降     | 令和以降     | 令和以降        | 令和以降        | 令和以降        | 令和以降  |
| 年度      | 乗車人員総数 | 乗車人員総数 | 内 定期利用者数 | 内 定期利用者数 | 内 定期利用者数 | 出典      |
| 年度      | 人/日        | 増減         | 人/日           | 増減            | 利用率          | 出典      |
| --------- | ------------ | ------------ | --------------- | --------------- | --------------- | --------- |
| 2019(R01) | 3,224        | -0.25%       | 1,962           | 0.28%           | 60.85%          | [ 高 10 ] |
| 2020(R02) | 2,551        | -20.89%      | 1,767           | -10.17%         | 69.28%          | [ 高 10 ] |
| 2021(R03) | 2,668        | 4.62%        | 1,827           | 3.41%           | 68.48%          | [ 高 10 ] |

## 駅周辺
かつては国鉄高砂線高砂北口駅が駅の南側にあり、ここから南下して終点（旧）高砂駅へと向かっていたが、1984年11月30日限りで廃線・廃駅となった。

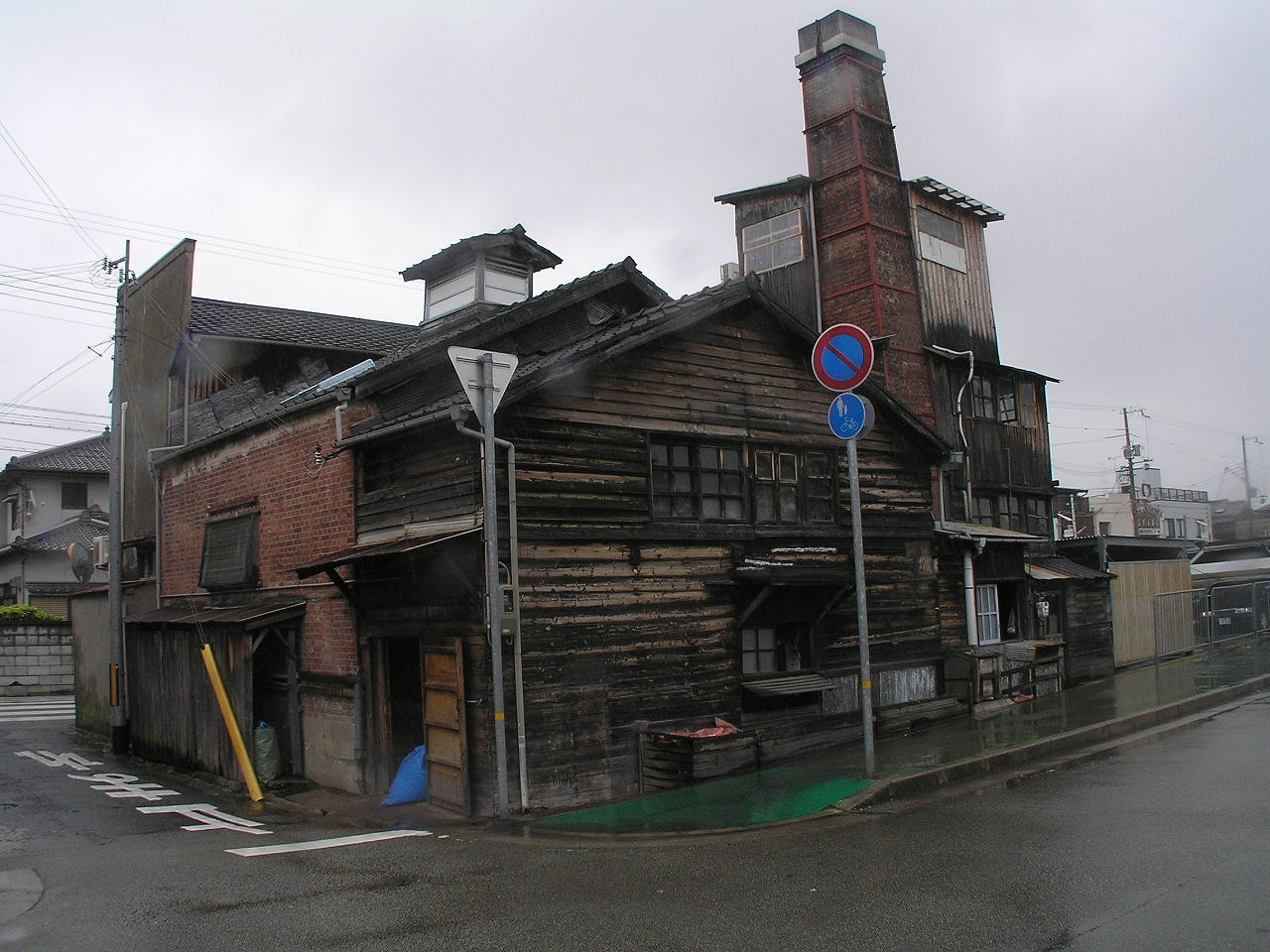
梅ヶ枝湯（木造レンガ煙突の貴重な銭湯）

- 三井住友銀行高砂支店・曽根出張所 - 高砂市指定金融機関  - ※2022年2月14日より、曽根出張所が移転し共同店舗となった。
- 高砂商工会議所会館（旧高砂銀行本店。なお高砂銀行は現在の三井住友銀行に連なる前身行の一つである。）[1]
- 三連蔵
- 三菱製紙高砂工場
- 三菱製紙魚町倶楽部
- 高砂神社[1]
- 梅ヶ枝湯
- 高砂海浜公園
- 十輪寺
- 申義堂
- 高砂栄町郵便局
- 兵庫県立高砂高等学校
- 兵庫県立高砂南高等学校
- 高砂市文化会館
- 高砂市福祉保健センター
- 高砂市民会館

## バス路線
じょうとんバス（高砂市コミュニティバス）
- 11系統 米田西ルート：高砂市役所・JR宝殿駅経由 ふれあいの郷生石行
- 12系統 米田東ルート：米田東・JR宝殿駅経由 ふれあいの郷生石行
- 13系統 高砂循環ルート：高砂神社行
- 31系統 曽根高砂ルート：高砂市役所・山陽曽根駅経由 JR曽根駅行

## 隣の駅
山陽電気鉄道
本線
■特急・■直通特急（直通特急は下記以外）
別府駅 (SY 28) - 高砂駅 (SY 31) - 大塩駅 (SY 35)
■直通特急（ラッシュ時）
別府駅 (SY 28) - 高砂駅 (SY 31) - 荒井駅 (SY 32)
■S特急・■普通
尾上の松駅 (SY 30) - 高砂駅 (SY 31) - 荒井駅 (SY 32)

### 利用状況
統計データ
1. ↑  “神戸市統計書”.   神戸市. 2023年9月5日閲覧。
2. ↑  “明石市統計書”.   明石市. 2023年9月5日閲覧。
3. ↑  “播磨町統計書”.   播磨町. 2023年9月5日閲覧。
4. ↑  “加古川市統計書”.   加古川市. 2023年9月5日閲覧。
5. 1 2  “高砂市統計書”.   高砂市. 2023年9月5日閲覧。
6. ↑  “姫路市統計要覧”.   姫路市. 2023年9月5日閲覧。

神戸市統計書
1. 1 2 3 4  『第59回 神戸市統計書(昭和57年度版)』 神戸市市長室企画調整部調査統計課、昭和58年3月印刷発行(菱三印刷株式会社)、pp.163-165
2. 1 2 3 4 5  『第64回 神戸市統計書(昭和62年度版)』 神戸市市長総局企画調整部調査統計課、昭和63年3月印刷発行(菱三印刷株式会社)、pp.136-137
3. 1 2 3 4 5  『第69回 神戸市統計書(平成4年度版)』 神戸市企画調整局企画部総合計画課、平成5年3月印刷発行(菱三印刷株式会社)、pp.149-150
4. 1 2 3 4 5  『第74回 神戸市統計書(平成9年度版)』 神戸市震災復興本部総括局復興推進部企画課、平成10年3月印刷発行(交友印刷株式会社)、pp.143-144
5. 1 2 3 4 5  『第79回 神戸市統計書(平成14年度版)』 神戸市企画調整局企画調整部総合計画課、平成15年3月印刷発行(有限会社 わかばやし印刷)、pp.151-152
6. 1 2 3 4 5  『第84回 神戸市統計書(平成19年度版)』 神戸市企画調整局企画調整部総合計画課、平成20年3月印刷発行(有限会社 わかばやし印刷)、pp.127-128
7. 1 2 3 4 5  第89回神戸市統計書 平成24年度版　(9 陸上運輸・空港) 9-3.鉄道市内各駅の乗車人員（山陽電気鉄道）
8. 1 2 3 4 5  第94回神戸市統計書 平成29年度版　(9 陸上運輸・空港) 9-3.鉄道市内各駅の乗車人員（山陽電気鉄道）
9. 1 2  第96回神戸市統計書 令和元年度版　(9 陸上運輸・空港) 9-3.鉄道市内各駅の乗車人員（山陽電気鉄道）

明石市統計書
1. ↑  『昭和54年版 明石市統計書』 明石市市役所総務部企画課統計係、昭和54年12月印刷発行(明光印刷有限会社)、pp.235-236
2. ↑  『昭和55年版 明石市統計書』 明石市役所総務部企画課統計係、昭和56年3月印刷発行(明光印刷有限会社)、pp.261-262
3. ↑  『昭和56年版 明石市統計書』 明石市総務部企画課統計係、昭和57年1月印刷発行(明光印刷有限会社)、pp.261-262
4. ↑  『昭和57年版 明石市統計書』 明石市総務部企画課統計係、昭和58年3月印刷発行(明光印刷有限会社)、pp.265-266
5. 1 2 3 4 5  『明石市統計書(昭和62年版)』 明石市企画部企画課統計係、昭和63年3月印刷発行(明光印刷有限会社)、p.212
6. 1 2 3 4  『明石市統計書(平成4年版)』 兵庫県明石市企画財政部企画課統計係、平成5年3月印刷発行(株式会社 ソーエイ)、p.212
7. 1 2 3 4 5  『明石市統計書(平成8年版)』 兵庫県明石市企画財政部企画課統計係、平成9年3月印刷発行(株式会社 ソーエイ)、p.216
8. 1 2 3 4 5  『明石市統計書(平成13年版)』 兵庫県明石市総務部情報管理課統計係、平成14年3月発行、p.218　(運輸及び通信) 199. 山陽電鉄 市内各駅年度別，月別乗車人員
9. 1 2 3 4 5  『明石市統計書 平成18年版（2006年）』 兵庫県明石市総務部情報管理課統計係、平成19年3月発行、p.220　(運輸及び通信) 193. 山陽電鉄 市内各駅年度別，月別乗車人員
10. 1 2 3 4 5  『明石市統計書 平成23年版（2011年）』 兵庫県明石市総務部情報管理課統計係、平成24年3月発行、p.218　(8. 運輸及び通信) 8-2. 山陽電鉄 市内各駅月別乗車人員
11. 1 2 3 4 5  明石市統計書 平成28年版（2016年）　(8. 運輸及び通信) 8-2. 山陽電鉄 市内各駅月別乗車人員
12. 1 2 3  明石市統計書 令和元年版（2019年）　(8. 運輸及び通信) 8-2. 山陽電鉄 市内各駅月別乗車人員

播磨町統計書
1. 1 2 3  はりま　統計資料編 1985(昭和60年) p.22 －4. 国鉄土山駅年間乗車人員・山陽電鉄本荘駅1日の乗降人員
2. 1 2 3 4 5 6 7 8 9  播磨町統計書 1990年(平成2年) p.26 －4. JR土山駅年間乗車人員・山陽電鉄本荘駅1日の乗降人員
3. 1 2  播磨町統計書 1999年(平成11年) p.27 －4. JR土山駅乗車人員・山陽電鉄播磨町駅1日の乗降人員
4. 1 2 3 4 5 6 7 8 9  『播磨町統計書（平成13年度版）』 兵庫県播磨町企画調整課、平成13年7月発行、p.27
5. 1 2 3 4 5 6  播磨町統計書 2007年(平成19年) p.28 －(9.公園・交通・通信) 3.JR土山駅・山陽電鉄播磨町駅の乗車人数
6. 1 2 3 4 5 6  播磨町統計書 2013年(平成25年) p.25 －(7.公園・交通・通信) 3.JR土山駅・山陽電鉄播磨町駅の乗車人数
7. 1 2 3 4 5  播磨町統計書 2018年(平成30年) p.25 －(7.公園・交通・通信) 3.JR土山駅・山陽電鉄播磨町駅の乗車人数
8. ↑  播磨町統計書 2020年(令和2年) p.25 －(7.公園・交通・通信) 3.JR土山駅・山陽電鉄播磨町駅の乗車人数

加古川市統計書
1. 1 2 3  『加古川市統計書(昭和56年版)』 編集：加古川市総務部総務課(昭和56年10月)、発行：兵庫県加古川市役所(昭和56年12月)、p.96(「資料　山陽電気鉄道株式会社明石管理駅(1日の乗車人員を1年に換算)」と記載あり
2. 1 2 3 4 5  『加古川市統計書(昭和61年版)』 編集：加古川市総務部総務課(昭和61年12月)、発行：兵庫県加古川市役所(昭和62年1月)、p.104(「資料　山陽電気鉄道株式会社明石管理駅　注）1日の乗車人員を1年に換算」と記載あり
3. 1 2 3 4 5  『加古川市統計書(平成3年度版)』 編集：加古川市総務部総務課(平成4年2月)、発行：兵庫県加古川市役所(平成4年3月)、p.106(「資料　山陽電気鉄道株式会社　注）1日の乗車人員を1年に換算」と記載あり
4. 1 2 3 4  『加古川市統計書(平成7年度版)』 編集：加古川市総務部総務課(平成8年2月)、発行：兵庫県加古川市役所(平成8年3月)、p.105
5. 1 2 3 4 5  『加古川市統計書(平成12年度版)』 兵庫県加古川市総務部総務課、平成13年3月発行、p.107
6. 1 2 3 4 5  加古川市統計書 平成17年度版(2005年度)　(10章 運輸及び通信) 10-2. 山陽電鉄駅別乗車人員
7. 1 2 3 4 5  加古川市統計書 平成22年度版(2010年度)　(10章 運輸及び通信) 10-2. 山陽電鉄駅別乗車人員
8. 1 2 3 4  加古川市統計書 平成26年度版(2014年度)　(10章 運輸及び通信) 10-2. 山陽電鉄駅別乗車人員
9. 1 2 3 4 5  加古川市統計書 令和元年度版(2019年度)　(10章 運輸及び通信) 10-2. 山陽電鉄駅別乗車人員

高砂市統計書
1. 1 2 3 4  『高砂市統計書 昭和57年版』 編集：市長公室企画課、発行：高砂市役所(昭和57年7月)、p.56
2. ↑  『高砂市統計書 昭和59年版』 編集：企画部企画課、発行：高砂市役所(昭和59年7月)、p.49
3. 1 2 3 4 5 6  『高砂市統計書 平成元年版』 編集：企画部企画課、発行：高砂市役所(平成元年8月)、p.51
4. 1 2 3 4  『高砂市統計書 平成8年版』 編集：総務部総務課、発行：高砂市役所(平成8年11月)、p.49
5. 1 2 3 4  『高砂市統計書 平成12年版』 高砂市総務部文書課、平成13年2月発行、p.49
6. 1 2 3 4 5 6 7  『高砂市統計書 平成16年版』 高砂市総務部文書課、平成17年2月発行、p.49
7. 1 2 3 4 5 6 7  『高砂市統計書 平成23年版』 高砂市企画総務部総務課、平成24年2月発行、p.47
8. 1 2 3 4 5 6 7  『高砂市統計書 平成30年版』 高砂市企画総務部総務室総務課、平成30年2月発行、p.47
9. ↑  『高砂市統計書 令和元年版』９　運輸・通信
10. 1 2 3  『高砂市統計書 令和4年版』９　運輸・通信

姫路市統計要覧
1. ↑  『姫路市統計要覧 昭和54年版』 姫路市理財局企画財政部企画課、昭和54年12月1日発行（印刷所　高橋総合印刷株式会社）、p.80
2. 1 2 3 4 5  『姫路市統計要覧 昭和59年版』 姫路市企画局調整課、昭和60年3月発行、p.148, p.150
3. 1 2 3 4  『姫路市統計要覧 昭和63年版』 姫路市企画局総合企画室、平成元年3月発行、p.106(「注）定期乗車人員算定方法について、59年度までは交通量調査の資料を基礎としていたが、60年度からは、実績を採用している。」との記載あり）
4. 1 2 3 4 5  『姫路市統計要覧 平成5年版』 姫路市総務局総務部情報管理課、平成6年3月発行、pp.102-103
5. 1 2 3 4 5  姫路市統計要覧 - 平成10年（1998年）版 10.運輸・通信
6. 1 2 3 4 5  姫路市統計要覧 - 平成15年（2003年）版 10.運輸・通信
7. 1 2 3 4 5  姫路市統計要覧 - 平成20年（2008年）版 10.運輸・通信
8. 1 2 3 4 5  姫路市統計要覧 - 平成25年（2013年）版 10.運輸・通信
9. 1 2 3 4 5  姫路市統計要覧 - 平成30年（2018年）版 10.運輸・通信
10. ↑  姫路市統計要覧 - 令和元年（2019年）版 10.運輸・通信